# Каховский, Пётр Демьянович
Пётр Демьянович Каховский (1769—1831) — российский командир эпохи наполеоновских войн, участник пяти войн, командующий кавалерией отдельного корпуса русской армии генерала от инфантерии П. Х. Витгенштейна в Отечественной войне 1812 года, генерал-лейтенант Русской императорской армии.

## Биография
Родился в дворянской семье Каховских в Смоленской губернии в 1769 году. Получил домашнее воспитание. С 12 лет (с января 1781 года) записан на службу Конный лейб-гвардии полк фурьером. В возрасте 16-ти лет повышен в чине до вахмистра. Следующее звание корнета получил в 21 год. После получения чина ротмистра в 1790 году выпущен в Малороссийский казачий регулярный полк.
Добровольно принимал участие в Русско-турецкой войне, проявил себя при штурме крепости Измаил и в боях под Мачином. Был награждён Золотым крестом за Измаил. По окончании боевых действий участвовал в Русско-польской войне. Получил чин полковника в 1798 году. В 1800 году принял под своё командование Изюмский 11-й гусарский полк.
Звание генерал-майора получено 6 июля 1803 года. В этом звании назначен шефом Польского конного полка, который в 1807 году переименован в Польский уланский полк.
Со своим полком принимал участие Наполеоновских войнах в 1805 и 1806—1807 гг.. Проявил себя в боях под Прейсиш-Эйлау, Гутштадтом, под Гейльсбергом и Фридландом, за что был удостоен орденами Святого Георгия 3-го класса, Святого Владимира 3-й степени и Святой Анны 1-й степени.
С января 1808 года принял командование кавалерийской бригадой 5-й дивизии. С октября 1810 года — 3-й бригадой 1-й кавалерийской дивизии, с начала 1811 года — 1-й кавалерийской дивизией.
Отечественную войну 1812 года встретил в должности командира 1-й кавалерийской дивизии. Летом 1812 года принял командование кавалерией в 1-м отдельном корпусе генерала от инфантерии П. Х. Витгенштейна, действующем на Петербургском направлении. Командовал всей кавалерией в сражениях и битвах под Клястицами, под Полоцком, под Смолянами, под Чашниками, на Березине, при Лютцене и Бауцене, при осаде Данцига. Чин генерал-лейтенанта пожалован 22 августа 1826 года. В 1829 году вышел в отставку.

## Награды
- Орден Святого Георгия 3 степени;
- Золотой крест за Измаил;
- Орден Святого Владимира 2 степени;
- Орден Святого Владимира 3 степени;
- Орден Святой Анны 1 степени;
- Золотая шпага с алмазами;
- Золотая сабля с алмазами;
- Серебряная медаль «В память Отечественной войны 1812 года»

Иностранные награды:
- Орден Красного орла 2-го класса (1813, королевство Пруссия)[1]